# Aż do dna
Aż do dna – pierwszy singel polskiej piosenkarki Haliny Mlynkovej promujący album Po drugiej stronie lustra, wydany 7 października 2013 roku nakładem wytwórni Universal Music Polska. Autorem muzyki jest Leszek Wronka, który tekst utworu napisał wraz z wokalistką.
Utwór został po raz pierwszy zaprezentowany na żywo podczas programu Dzień Dobry TVN 13 października 2013 roku. W grudniu tego samego roku nakręcono teledysk do piosenki, który premierowo opublikowano za pośrednictwem internetu.
W styczniu 2014 roku pojawiły się informacje, iż wokalistka może wystąpić z utworem „Aż do dna” podczas 59. Konkursu Piosenki Eurowizji. 
Ostatecznie TVP wybrała wewnętrznie Donatana i Cleo do reprezentowania Polski podczas konkursu w Kopenhadze.

## Lista utworów
1. „Aż do dna” – 3:32[6]